# Дубочке
Дубочке је насеље у општини Никшић у Црној Гори. Према попису из 2003. било је 271 становника (према попису из 1991. било је 289 становника).

## Демографија
У насељу Дубочке живи 239 пунолетних становника, а просечна старост становништва износи 45,8 година (43,3 код мушкараца и 49,1 код жена). У насељу има 78 домаћинстава, а просечан број чланова по домаћинству је 3,47.
Ово насеље је углавном насељено Црногорцима (према попису из 2003. године), а у последња три пописа, примећен је пад у броју становника.
|  |

| Демографија | Демографија | Демографија |
| Година      | Становника  | Становника  |
| ----------- | ----------- | ----------- |
|             |             |             |
|             |             |             |
|             |             |             |
|             |             |             |
| 1948.       | 491         |             |
| 1953.       | 548         |             |
| 1961.       | 672         |             |
| 1971.       | 603         |             |
| 1981.       | 441         |             |
| 1991.       | 289         | 285         |
| 2003.       | 283         | 271         |
|             |             |             |

| Етнички састав према попису из 2003.‍ | Етнички састав према попису из 2003.‍ | Етнички састав према попису из 2003.‍ | Етнички састав према попису из 2003.‍ | Етнички састав према попису из 2003.‍ |
| ------------------------------------ | ------------------------------------ | ------------------------------------ | ------------------------------------ | ------------------------------------ |
|                                      |                                      |                                      |                                      |                                      |
| Црногорци                            | Црногорци                            |                                      | 180                                  | 66,42%                               |
| Срби                                 | Срби                                 |                                      | 76                                   | 28,04%                               |
| непознато                            | непознато                            |                                      | 7                                    | 2,58%                                |

| Година пописа     | 1948. | 1953. | 1961. | 1971. | 1981. | 1991. | 2003. |
| ----------------- | ----- | ----- | ----- | ----- | ----- | ----- | ----- |
| Број домаћинстава | 94    | 107   | 116   | 131   | 104   | 80    | 78    |

| Број чланова      | 1  | 2  | 3  | 4 | 5  | 6 | 7 | 8 | 9 | 10 и више | Просек |
| ----------------- | -- | -- | -- | - | -- | - | - | - | - | --------- | ------ |
| Број домаћинстава | 78 | 14 | 24 | 8 | 10 | 9 | 5 | 3 | 2 | 2         | 1      |

| Пол    | Укупно | Неожењен/Неудата | Ожењен/Удата | Удовац/Удовица | Разведен/Разведена | Непознато |
| ------ | ------ | ---------------- | ------------ | -------------- | ------------------ | --------- |
| Мушки  | 133    | 67               | 58           | 6              | 1                  | 1         |
| Женски | 112    | 32               | 52           | 26             | 2                  | 0         |
| УКУПНО | 245    | 99               | 110          | 32             | 3                  | 1         |

| Пол    | Укупно                    | Пољопривреда, лов и шумарство | Рибарство                            | Вађење руде и камена | Прерађивачка индустрија       |
| ------ | ------------------------- | ----------------------------- | ------------------------------------ | -------------------- | ----------------------------- |
| Мушки  | 58                        | 35                            | 0                                    | 3                    | 5                             |
| Женски | 28                        | 18                            | 0                                    | 0                    | 0                             |
| УКУПНО | 86                        | 53                            | 0                                    | 3                    | 5                             |
| Пол    | Производња и снабдевање   | Грађевинарство                | Трговина                             | Хотели и ресторани   | Саобраћај, складиштење и везе |
| Мушки  | 0                         | 4                             | 0                                    | 0                    | 1                             |
| Женски | 0                         | 0                             | 4                                    | 0                    | 2                             |
| УКУПНО | 0                         | 4                             | 4                                    | 0                    | 3                             |
| Пол    | Финансијско посредовање   | Некретнине                    | Државна управа и одбрана             | Образовање           | Здравствени и социјални рад   |
| Мушки  | 0                         | 1                             | 3                                    | 3                    | 0                             |
| Женски | 0                         | 0                             | 0                                    | 2                    | 0                             |
| УКУПНО | 0                         | 1                             | 3                                    | 5                    | 0                             |
| Пол    | Остале услужне активности | Приватна домаћинства          | Екстериторијалне организације и тела | Непознато            | Непознато                     |
| Мушки  | 1                         | 0                             | 0                                    | 2                    | 2                             |
| Женски | 0                         | 0                             | 0                                    | 2                    | 2                             |
| УКУПНО | 1                         | 0                             | 0                                    | 4                    | 4                             |